# Росен Матеев
Росен Матеев е български футболист и треньор. Старши треньор на ПФК „Шумен 2001“.
Роден е на 25 март 1961 г. Възпитаник е на шуменската детско-юношеска школа, където играе като вратар. Като треньор в школата печели бронзови медали на републиканското първенство за деца. Бил е старши треньор на мъжките отбори на „Девня“, „Шумен“ и „Светкавица“. От сезон 2005/06 е начело на футболен клуб „Шумен“, след като заменя на поста Иван Танков заради слабите резултати в началото на сезона.